# Шердінг
Шердінг (нім. Schärding, бав. Scháréng) — місто в Австрії, земля Верхня Австрія з населенням 4992 мешканця (на 1 січня 2016). Місто знаходиться на кордоні з Німеччиною та лежить на річці Інн. Шердінг є на півдні від міста Пассау та на західному краї округу Іннфіртель (нім. Innviertel  [Архівовано 16 квітня 2017 у Wayback Machine.]). Є головним містом округа Шердінг.

### Географія
Шердінг лежить на висоті 313 метрів в чверті Іннфіртель. Місто займає простір з півночі на південь 4,1 км та з заходу на схід 1,9 км. Загальна площа складає 4,08 км². 2,4 % площі є лісовий масив, та 31,7 % площі є сільськогосподарського призначення.
Ріка Інн поблизу міста Шердінг є кордоном між Австрією та Німеччиною. З німецького боку по сусідству з Шердінгом прямо навпроти знаходиться німецьке місто Нойгаус-ам-Інн, до якого є доступ через річку Інн, за допомогою двох мостів.

## Уродженці
- Міхаель Ангершмід (* 1974) — австрійський футболіст та тренер.